# دهستان حسین‌آباد (نجف‌آباد)
دهستان حسین‌آباد نام دهستانی در بخش مهردشت شهرستان نجف‌آباد، استان اصفهان در ایران است.

## جمعیت
براساس سرشماری مرکز آمار ایران در سال ۱۳۸۵، جمعیت آن ۵۴۴۰ نفر (۱۳۷۲ خانوار) بوده‌است.